# 坂井秀弥
坂井 秀弥（さかい ひでや、1955年 - ）は、日本の考古学者、教育者、行政職員。岡村道雄の後任として、文化庁文化財部記念物課主任文化財調査官に着任。退官後、奈良大学文学部文化財学科教授となる。

## 来歴
1955年、新潟県新潟市沼垂生まれ。
1974年、関西学院大学文学部史学科に入学。1978年、関西学院大学大学院文学研究科日本史学専攻に進む。学部では福島好和、大学院では亀田隆之に指導を受ける。日本古代史を学ぶかたわら、大学の考古学研究会に所属し、大学院時代には宝塚市教育委員会で非常勤嘱託として発掘調査に従事する。
1980年、新潟県教育委員会に奉職。県内各地の発掘調査を担当する。1990年、新潟県文化行政課に異動となり、市町村との連絡調整や遺跡保存に従事する。
1993年より文化庁文化財部記念物課に所属を移す。文化財調査官、2002年より主任文化財調査官として、文化財行政の諸問題への対応や史跡指定に携わった。文化庁に在籍した16年間で、指定や追加指定に関与した史跡は全国150箇所に及ぶ。
2007年、新潟大学で博士（学術）の学位を取得。
2009年、白石太一郎の後任として奈良大学文学部文化財学科教授に就任。学部では考古学と世界遺産学のゼミを、大学院では考古学のゼミを担当する。また、奈良大学博物館の館長を兼任している。